# Quercus canbyi
Quercus canbyi är en bokväxtart som beskrevs av William Trelease. Quercus canbyi ingår i släktet ekar, och familjen bokväxter. IUCN kategoriserar arten globalt som akut hotad. Inga underarter finns listade.